# Loxoprofeno
El loxoprofeno es un fármaco antiinflamatorio no esteroideo (AINE) del grupo de los derivados del ácido propanoico, que también incluye el ibuprofeno y el naproxeno, entre otros. Está disponible en algunos países por administración oral. En enero de 2006 se aprobó la venta de una preparación transdérmica en Japón; le siguieron formulaciones de gel y cinta medicada en 2008 y 2010.
Fue patentado en 1977 y aprobado para uso médico en 1986.

## Farmacocinética
El loxoprofeno es un profármaco. Se convierte rápidamente en su metabolito transalcohol activo después de su administración oral, y alcanza su concentración plasmática máxima en 30 a 50 minutos.

## Mecanismo de acción
Como la mayoría de los AINE, el loxoprofeno es un inhibidor no selectivo de la ciclooxigenasa y actúa reduciendo la síntesis de prostaglandinas a partir del ácido araquidónico.

## Interacciones
El loxoprofeno no debe administrarse al mismo tiempo que antibióticos quinolónicos de segunda generación como ciprofloxacino y norfloxacino, ya que aumenta su inhibición del GABA y esto puede provocar convulsiones. También puede aumentar la concentración plasmática de warfarina, metotrexato, derivados de sulfonilurea y sales de litio, por lo que se debe tener cuidado cuando se administra loxoprofeno a pacientes que toman cualquiera de estos medicamentos.

## Nombres comerciales
Sankyo lo comercializa en Brasil, México, China y Japón como su sal sódica, loxoprofeno sódico, con el nombre comercial Loxonin; en Argentina como Oxeno; en India como Loxomac; en Tailandia como Japrolox; y en Arabia Saudita como Roxonin y Roxonin Tape.
Aché comercializa en Brasil un medicamento genérico como Oxotron. En Japón, hay dos combinaciones de dosis fijas disponibles: Loxonin S Plus, con óxido de magnesio, y Loxonin S Premium, con apronal, cafeína y silicato de aluminio y magnesio.